# Paryphoconus
Paryphoconus är ett släkte av tvåvingar. Paryphoconus ingår i familjen svidknott.

## Dottertaxa tillParyphoconus, i alfabetisk ordning[1]
- Paryphoconus aemulus
- Paryphoconus amapaensis
- Paryphoconus angustipennis
- Paryphoconus anomalicornis
- Paryphoconus apicalis
- Paryphoconus barrettoi
- Paryphoconus batesi
- Paryphoconus brunneipennis
- Paryphoconus ecuadorensis
- Paryphoconus enderleini
- Paryphoconus fittkaui
- Paryphoconus flavidus
- Paryphoconus flinti
- Paryphoconus fusciradialis
- Paryphoconus fuscus
- Paryphoconus goianensis
- Paryphoconus grandis
- Paryphoconus guianae
- Paryphoconus kiefferi
- Paryphoconus latipennis
- Paryphoconus leei
- Paryphoconus macifei
- Paryphoconus maya
- Paryphoconus mayeri
- Paryphoconus misionensis
- Paryphoconus neotropicalis
- Paryphoconus nigripes
- Paryphoconus nubifer
- Paryphoconus oliveirai
- Paryphoconus paranaensis
- Paryphoconus paulistensis
- Paryphoconus sonorensis
- Paryphoconus steineri
- Paryphoconus subflavus
- Paryphoconus taragui
- Paryphoconus telmatophilus
- Paryphoconus terminalis
- Paryphoconus unimaculatus
- Paryphoconus wirthi
- Paryphoconus wygodzinskyi